# Camelobaetidius tuberosus
Camelobaetidius tuberosus is een haft uit de familie Baetidae. De wetenschappelijke naam van de soort is voor het eerst geldig gepubliceerd in 1999 door Lugo-Ortiz & McCafferty.
De soort komt voor in het Neotropisch gebied.